# عشق در هر فوت مربع
عشق در هر فوت مربع (به انگلیسی: Love per Square Foot) یا عشق در هر متر مربع فیلمی محصول سال ۲۰۱۸ و به کارگردانی آناند تیواری است. در این فیلم بازیگرانی همچون ویکی کائوشال، انگیرا دار، آلانکیراتا ساهای، راتنا پاتک، سوپریا پاتاک، راغوبیر یاداو، کونال روی کاپور، آروندای سینگ، رخا بهاردواج و رانبیر کاپور ایفای نقش کرده‌اند.